# Beech Mountain Lookout Tower
Pour les articles homonymes, voir Beech Mountain.
La Beech Mountain Lookout Tower est une tour de guet du comté de Hancock, dans le Maine, aux États-Unis. Située à 254 mètres sur l'île des Monts Déserts, elle est protégée au sein du parc national d'Acadia. Construite en 1962 en remplacement d'une structure en bois datant de 1941, elle a été utilisée par les rangers du National Park Service jusqu'en 1976.